# Pomnik 100-lecia Odzyskania Niepodległości w Zielonej Górze
Pomnik 100-lecia Odzyskania Niepodległości w Zielonej Górze – pomnik dłuta zielonogórskiego artysty Roberta Tomaka odsłonięty w Zielonej Górze 11 listopada 2018.

## Budowa pomnika
Powstanie pomnika zostało zainicjowane w 2018 przez władze miasta w związku z 100. rocznicą odzyskania przez Polskę niepodległości. W ogłoszonym przez miasto konkursie architektonicznym na formę przestrzenną upamiętniającą 100-lecie odzyskania niepodległości wygrał projekt zielonogórskiego artysty Roberta Tomaka.

## Lokalizacja
Pomnik został wzniesiony na odnowionym placu Jana Matejki.

## Opis pomnika
Pomnik jest wykonany ze stali nierdzewnej jako symbol siły narodu. Przedstawia trzy łopoczące flagi narodowe, które symbolizują Polaków z trzech zaborów, połączonych w jeden organizm państwowy.